# Вібраційне насосне устаткування
Вібраційне насосне устаткування (рос. вибрационная насосная установка; англ. vibration pump plant; нім. Vibrationspumpe f) — насосне устаткування, яке переміщує рідини за рахунок механічних коливань робочого органу — вібратора і (або) продуктів, що переносяться.
Вібраційне насосне устаткування використовується для відкачування води з неглибоких свердловин, видобування нафти (дослідно-промислові роботи) та ін. Коливальні рухи вібратора і середовища зумовлюються генератором імпульсів. Спрямований потік рідини формується з допомогою клапанів.

## Основні технічні характеристики
Вібраційне насосне устаткування по нафті 10–160 м3/доб, напір 100—120 м, к.к.д. 0,3–0,7, робоча частота 10–20 с–1, амплітуда коливань 5–20 мм.
Недолік вібраційного насосного устаткування — можливість руйнування вібратора від втоми.